# Gran Premi Velo Manavgat
El Gran Premi Velo Manavgat, abans anomenat Gran Premi de Side, és una cursa ciclista turca que es disputa durant el mes de març pels voltants de Manavgat, a la província d’Antalya. La primera edició es va disputar el 2018 i des d'un primer moment forma part de l'UCI Europa Tour amb una categoria 1.2. És organitzat per l'agència de viatges Cartier Tour, que també organitza el Gran Premi Alanya.
Des del 2020 també es disputa una versió femenina de la cursa, que té lloc el mateix dia que la cursa masculina.

## Palmarès masculí
| Any  | Vencedor          | Segon              | Tercer             |
| ---- | ----------------- | ------------------ | ------------------ |
| 2018 | Stepan Astafyev   | Samir Jabrayilov   | Branislau Samòilau |
| 2020 | Alan Banaszek     | Lucas Carstensen   | Yacine Hamza       |
| 2021 | Mohd Harrif Saleh | Alan Banaszek      | Andrí Kulik        |
| 2022 | Mamir Staix       | Mikhailo Kononenko | Iogan Shtein       |

## Palmarès feminí
| Any  | Vencedor          | Segon                | Tercer               |
| ---- | ----------------- | -------------------- | -------------------- |
| 2020 | Hanna Tserakh     | Iulia Galimul·lina   | Margarita Siradoieva |
| 2021 | Tatsiana Xaràkova | Anastassia Kalessava | Hanna Tserakh        |
| 2022 | Alina Moiseeva    | Diana Klímova        | Sofia Karimova       |